# Lac Moncouche
Lac Moncouche är en sjö i Kanada.   Den ligger i regionen Saguenay–Lac-Saint-Jean och provinsen Québec, i den östra delen av landet, 500 km nordost om huvudstaden Ottawa. Lac Moncouche ligger 654 meter över havet. Arean är 9,9 kvadratkilometer. Den sträcker sig 5,2 kilometer i nord-sydlig riktning, och 6,2 kilometer i öst-västlig riktning.
Trakten runt Lac Moncouche är nära nog obefolkad, med mindre än två invånare per kvadratkilometer.